# 瓦西里·默斯特坎
瓦西里·默斯特坎（羅馬尼亞語：Vasile Măstăcan，1968年11月5日—），罗马尼亚男子赛艇运动员。他曾代表罗马尼亚参加1992年、1996年和2000年夏季奥林匹克运动会赛艇比赛，其中1992年奥运会获得一枚银牌。